# Базальт (підприємство)
Федеральне державне унітарне підприємство "Державне науково-виробниче підприємство"Базальт" — головне оборонне підприємство Росії зі створення та постачання озброєння і боєприпасів для сухопутних військ, військово-повітряних сил і військово- морського флоту.
Крім основного підрозділу в Москві, включає науково-виробничий підрозділ в Красноармійську Московської області, виробничі підрозділи в Тулі та Нерехта Костромської області.

## Історія
АТ «НВО “Базальт” - одна з найстаріших оборонних організацій Росії, свою історію підприємство починає з 1916 року, наказом заступника Верховного головнокомандувача Збройних сил Російської імперії генерала Алексєєва. Як самостійне конструкторське бюро веде з 21 квітня 1938 року. Створене на виконання Постанови Комітету оборони при Раді Народних Комісарів Союзу РСР Державне союзне конструкторське бюро № 47 (ДСКБ-47) було покликане забезпечити швидке і якісне відпрацювання авіаційно-бомбових боєприпасів.
Уже до початку Великої Вітчизняної війни ДСКБ-47 розробило, здало на озброєння й освоїло в серійному виробництві понад 80 зразків авіаційних бомб різних калібрів і призначень, систему мінометних пострілів до гладкоствольних мінометів калібрів 50, 82, 107 і 120 мм з осколковими та осколково-фугасними, запалювальними, димовими й освітлювальними мінами, а також навчально-практичні міни всіх чотирьох калібрів.
У роки війни підприємством було створено і модернізовано близько 90 зразків авіаційних бомбових засобів ураження, було розроблено близько 30 зразків мін до мінометів різних калібрів, міни для інженерних військ і партизанських з'єднань, два зразки вогнеметів, засоби для диверсійної боротьби в тилу противника.
Розроблені в ДСКБ-47 у передвоєнні та воєнні роки боєприпаси мали високі бойові характеристики, вирізнялися простотою конструкцій і технологічністю. Їх виготовленням у роки війни були зайняті 616 підприємств країни.
За успішне виконання урядових завдань зі створення нових видів боєприпасів ДСКБ-47 у квітні 1944 р. одним із перших НДІ і КБ оборонних галузей було нагороджено Орденом Леніна, а велику групу конструкторів, техніків і робітників удостоєно державних нагород.
У повоєнні роки підприємством розроблено і спільно освоєно в серійному виробництві на 228 заводах понад 400 зразків авіабомб, бойових частин ракет, мін, снарядів і засобів ближнього бою. Серед них: разові бомбові касети в різному спорядженні, авіабомби для застосування з надзвукових носіїв, об'ємно-детонуючі та проникаючі авіабомби; ручний протитанковий гранатомет РПГ-7 і постріли до нього, які ефективно вражають сучасну бронетанкову техніку; мінометні постріли та принципово нові постріли підвищеної могутності до унікальної 120-мм гармати мінометно-артилерійського комплексу, що не має аналогів у світі.
За час свого існування колектив підприємства створив понад 830 зразків боєприпасів, які були прийняті на озброєння армії. За успішне виконання завдань Уряду зі створення нових видів боєприпасів понад 600 співробітників нагороджено орденами та медалями, 73 стали лауреатами Ленінської та Державної премій; низка співробітників здобули премії Ради Міністрів СРСР у сфері науки і техніки, премії Уряду РФ, премії Ленінського Комсомолу.
Відповідно до Указу Президента Російської Федерації від 10 липня 2008 р. № 1052 ФГУП «ДНВП “Базальт”» увійшло до складу держкорпорації «Ростех».
У липні 2014 року підприємство було внесено до списку санкцій США .
З 2015 року організація носить назву: акціонерне товариство «Науково-виробниче об'єднання “Базальт”.

## Керівники
- Порхачов Микола Володимирович (травень 2023 - по теперішній час)
- Жуйков Сергій Вікторович (2022 - травень 2023)
- Каширських Андрій Васильович (2019-2022)
- Порхачов Володимир Анатолійович (червень 2012 року - листопад 2019)
- Рибас Олександр Леонідович (з травня 2009 року)[2]
- Кореньков Володимир Володимирович (2000 — травень 2009)
- Обухів Анатолій Степанович
- Каверін Олег Костянтинович
- Руказенков Дмитро Дмитрович
- Купчіхін Олексій Іванович
- Бунін Сергій Олексійович
- Бураков Петро Герасимович
- Кулаков Микола Тимофійович

## Напрямки діяльності
- Авіаційне бомбове озброєння
  - Фугасні і осколково фугасні авіаційні бомби
  - Бетонобойні
  - Об'ємно-детонують
  - Запальні авіабомби і баки
  - Засоби ідентифікації, позначення і поразки підводних човнів
  - Допоміжні, спеціальні та навчальні
  - Малогабаритні мішені

- Засоби ближнього бою
  - Гранатометні комплекси
  - Ручні гранати

- Мінометному-снарядної озброєння
  - Мінометні постріли
  - Постріли до артилерійських систем

- Морські протидиверсійні гранатомети
- Авіаційне засіб пожежогасіння АСП-500

## У наші дні
Відповідно до Указу Президента Російської Федерації від 10 липня 2008 р. № 1052 ФГУП "ДНВП"Базальт"увійшло до складу держкорпорації «Ростехнології».